# Чоудхри, Ранджит
Ранджит Чоудхри (англ. Ranjit Chowdhry; 19 сентября 1955, Бомбей — 15 апреля 2020, Мумбаи) — американский характерный актёр индийского происхождения, известный своими ролями на телевидении, в кино и театре.

## Биография
Родился и вырос в Бомбее. Его отец был гуджарского происхождения, в то время как его мать, Перл Падамси, имела частично еврейское происхождение по материнской линии, но была христианкой.
Его родители развелись, когда он был ребёнком. Он и его сестра Рохини остались жить с матерью в Бомбее, а отец переехал в Дели.
Мать, которая была театральной актрисой, второй раз вышла замуж за актёра Алика Падамси.
Вскоре после этого, в 1961 году, от нефрита скончалась его сестра.
Ранджит получил образование в Бомбейской школе Кампиона и начал играть на сцене ещё во время учёбы.
В кино Чоудхри дебютировал в 1978 году в комедии «Хочешь жить — умей вертеться!» Басу Чаттерджи, где сыграл пасынка героини своей матери.
Он повторил роль смущенного, но очаровательного юноши в фильмах Baton Baton Mein (1979) и «Красавица» (1980). Роль Джагана Гупты в «Красавице» запомнилась индийским зрителям больше всего.
Чоудхри также исполнил крошечную роль чистильщика обуви в фильме Kaalia (1981) Тинну Ананда.
В 1980-х годах актёр эмигрировал в США.
В 1991 году он написал сценарий и сыграл в канадском фильме Sam & Me Дипы Мехты, который получил почетную награду в Каннах.
В Америке его карьера в кино на первых этапах была тесно связана с режиссёром Мирой Наир.
По её словам она впервые встретила его ещё в 1974 году на межвузовском театральном конкурсе в Канпуре, а затем увидела в фильме Hungama Bombay Ishtyle (1978) Сираджа Айеши Саяни. Она думала о нём, когда писала сценарий «Салям, Бомбей!» (1988), как о друге главного героя — воришке Чиллуме. Впоследствии Чоудхри снялся в её фильмах «Миссисипская масала» (1991), «Семья Перес» (1995) и «Кама Сутра: История любви» (1996).
Он вновь снялся у Дипы Мехта в фильме «Огонь» (1996), сыграв наёмного работника тайно влюблённого в жену старшего хозяина, а затем в сатирической комедии «Болливуд/Голливуд» (2002), где сыграл дрэг-квин Рокки.
За эту роль он был номинирован на премию «Джинни» как лучший актёр второго плана.
Другая его известная работа — роль доктора в «Последнем отпуске» (2006) с Куин Латифой.
Он был приглашенной звездой в сериале «Закон и порядок: Специальный корпус» и появился в двух эпизодах телесериала «Побег».
Изюминкой его поздней карьеры стала роль маркетолога Викрама в двух эпизодах популярного сериала «Офис».
Его последняя работа в кино — канадская комедия «Игра в атаке».
В декабре 2019 года Чоудхри приехал в Мумбаи для лечения. Он планировал вернуться в США в апреле, но не смог этого сделать в связи с приостановкой авиасообщения из-за коронавируса.
14 апреля 2020 года Чоудхри был доставлен в больницу с разрывом язвы кишечника и перенес экстренную операцию. Он скончался на следующий день.
У него остались жена и 16-летний сын.